# Яненко Микола Михайлович
Мико́ла Миха́йлович Яне́нко (нар. 7 жовтня 1941, смт Попільня Житомирської області — пом. 31 травня 2020, смт Попільня Житомирської області) — український дитячий письменник, прозаїк.

## Життєпис
Батьки майбутнього письменника до війни проживали у с. Городниця Новоград-Волинського району. Батько Михайло Григорович викладав історію у місцевій школі, мати Олександра Антонівна теж була за фахом учителем. Коли почалася Друга світова війна, батько пішов на фронт, а мати переїхала до Попільні, де 7 жовтня 1941 року народився майбутній письменник. Батько загинув на фронті, так і не побачивши сина, тому виховувала сина мати.
1948 року Микола розпочав навчання у Попільнянській середній школі. Навчаючись у 8 класі, почав друкуватися у пресі.
Після закінчення місцевої десятирічки два роки був літературним працівником районної газети, потім служив в армії. Далі навчався в Одеському морехідному училищі рибної промисловості і, закінчивши його, почав працювати на риболовецьких траулерах у морях Північного Льодовитого та Тихого океанів. Деякий час працював кореспондентом газети «Правда тундри» на півострові Ямал. Скрізь зустрічався з цікавими людьми, помічав красу природи, дізнавався нове про безмежний навколишній світ Півночі і Далекого Сходу.
Враження від пережитого, побаченого, почутого проростали зернами творчості, просилися на папір. Став у пригоді і досвід роботи в газеті. Почав писати оповідання. Так і з'явились одна за одною у видавництві «Веселка» збірки оповідань Миколи Яненка для дітей різного віку: «Дім серед хвиль» (1976), «Подарунок гарпунера» (1977), «Дорога до північних оленів» (1979) та інші книги.
Після далеких мандрівок повернувся у свою рідну Попільню. Закінчив інститут, освоївши спеціальність інженера-енергетика. Багато років працював диспетчером електричних мереж.
2011 року відзначив своє 70-ліття.
Помер 2 червня 2020 року.

### Творчість
1996 року житомирське видавництво «Полісся» видає книгу М. Яненка «Цвітуть в океані квіти», куди крім оповідань входить повість «Один серед снігів». А 1997 року в цьому ж видавництві побачила світ нова книга «Хай буде шторм». І саме за ці видання Микола Яненко отримав звання лауреата премії імені Лесі Українки (1998 р.) за творчість для дітей. У 2007 та 2008 роках видавництво «Богдан», що знаходиться в місті Тернополі, випустило три нових збірки оповідань Миколи Яненка «Розповіді про море», «Розповіді про Північ», «Хай буде шторм». Окремі оповідання Яненка друкувались в різних дитячих журналах («Піонерія», «Барвінок»), антологіях.
Твори Миколи Михайловича Яненка для дітей можна поділити на кілька тематичних напрямків:
- Цикл оповідань про бувалого, кмітливого і людяного боцмана Бородая («Вимушена посадка», «В шторм», «На краю землі», «Ідемо за тралом»).
- Про мужнього майстра на всі руки, мисливця Петра Мірошникова (повість «Один серед снігів»).
- Про незвичайні пригоди з морськими тваринами («Дім серед хвиль», «Спасибі вам, дельфіни», «Мандрівник з країни Китанії», «Втеча»).
- Про дітей Півночі — маленьких трудівників, дослідників, великих друзів природи («На крижині Ука», «Дорога до північних оленів», «Діти з океанського берега»).

Миколі Яненку визнання принесли книги для дітей. Проте вважати його тільки дитячим письменником було б неправильно. Своє мудре слово він промовляє і до дорослих читачів. Його публікації на морально-етичні теми постійно з'являються на сторінках центральної преси, зокрема в українській газеті «Сільські вісті».

#### Книги М.М.Яненка
- Яненко М. М. Біля небесних берегів: оповідання для дітей / М. М. Яненко ; в авт. ред. ; мал. з інтернету. — Житомир: Євенок О. О., 2014. — 64 с. : іл. — Випущено на зам. департаменту інформ. діяльності та комунікацій з громадськістю Житомир. облдержадмін. у рамках Програми соціально значущої літ. місц. авт. — ISBN 978-966-2534-99-3.
- Яненко М. М. Дім серед  хвиль: оповідання / М. М. Яненко ; худож. Т. П. Капустіна. — Київ: Веселка, 1976. — 40 с. : іл.
- Яненко М. М. Діти з океанського берега: оповідання / М. М. Яненко ; худож. Т. П. Капустіна. — Київ: Веселка, 1978. — 24 с. : іл.
- Яненко М. М. Дорога до північних оленів: оповідання / М. М. Яненко ; худож. Т. П. Капустіна. — Київ: Веселка, 1979. — 40 с. : іл.
- Яненко М. М. На крижині Ука: оповідання / М. М. Яненко ; худож. В.Чапля. — Київ: Веселка, 1981. — 16 с. : іл.
- Яненко М. М. Подарунок гарпунера: оповідання / М. М. Яненко ; худож. О. Прахова. — Київ: Веселка, 1977. — 24 с. : іл.
- Яненко М. М. Розповіді про море: зб. оповідань / М. М. Яненко ; іл. В. Гавриша. — Тернопіль: Богдан, 2007. — 47 с. : іл. — (Пізнаю світ).
- Яненко М. М. Розповіді про Північ: зб. оповідань / М. М. Яненко ; іл. В. Гавриша. — Тернопіль: Богдан, 2007. — 47 с. : іл. — (Пізнаю світ)
- Яненко М. М. Слідами уссурійського тигра: повість та оповідання / М. М. Яненко ; худож. О. Животков. — Київ: Веселка, 1984. — 24 с. : іл.
- Яненко М. М. Спасибі вам, дельфіни! : оповідання / М. М. Яненко ; худож. М. Ємельянов. — Київ: Веселка, 1989. — 48 с. : іл.
- Яненко М. М. Спокій морю й не сниться / М. М. Яненко. — Житомир: Рута, 2012. — 179 с. — ISBN 978-617-581-150-4.
- Яненко М. М. Хай буде шторм! : зб. оповідань / М. М. Яненко ; ілюстр. С. Бялас. — Тернопіль: Богдан, 2008. — 71 с. : іл. — (Пізнаю світ).
- Яненко М. М. Хай буде шторм! : оповідання / М. М. Яненко ; худож. Ю. Рудевич: Житомир: Полісся, 1997. — 22 с. : іл.
- Яненко М. Цвітуть в океані квіти: оповідання / М. Яненко ; худож. Л. Ліберда. — Житомир: Полісся, 1996. — 55 с. : іл.

#### Окремі оповідання в збірниках
- Яненко М. Безкозирка. Подарунок з далекого краю: [оповіданя] / М. Яненко // Крило до крила, перо до пера: хрестоматія творів письменників Житомирщини / [упоряд. та ред. М. П. Пасічник]. — Житомир: Видавничий центр ЖОО НСПУ, 2005. — С. 249—258.
- Яненко М. Діти з океанського берега: [оповідання] / М. Яненко // Веселка: Антол. укр. літ. для дітей. В 3 т. Т. 3 : Твори радянського періоду: Проза. — Київ: Веселка, 1985. — С. 655—659.
- Яненко М. Золото з океану / М. Яненко // Поліський дивосвіт: література рідного краю: Житомирщина: посіб.-хрестоматія в 2-х ч. Ч. II: художні тексти / за ред. С. О. Пультера. — Житомир: Полісся, 2002. — С. 309—311.
- Яненко М. М. Безкрилий птах ; Територія душі ; Повертайся, любове! : новели / М. М. Яненко // Письменники Житомирщини. Кн. 1 / [авт.-упоряд. М. Пасічник, П. Білоус, Л. Монастирецький]. — Житомир: Пасічник М. П., 2010. — С. 292—297.
- Яненко М. Материнська любов ; Рятівний постріл  ; Снився матросові ліс ; Хай буде шторм! : [оповідання] / М. Яненко // Тет-А-Тетерів: літ. альманах. Кн. 1. — Житомир: Пасічник М. П., 2007. — С. 168—178.
- Яненко М. Нерівний шлюб: [оповідання] / М. Яненко // Світло спілкування. — 2010. — № 11. — С. 56-57. — (Літературна сторінка).

#### Про життя та творчість М.М.Яненка
- Бовкун О. Співець моря з Попільні: [зустріч з Миколою Яненком] / О. Бовкун // Житомирщина. — 2018. — 1 черв. (№ 38). — C. 6.
- Бовкун С. Він був співцем моря: пам'яті Миколи Яненка / С. Бовкун // Житомирщина. — 2020. — 5 черв. (№ 35). — С. 10.
- Грицюк О. Микола Яненко — сіяч добра і людяності: укр. л-ра, 10 клас / О. Грицюк // Укр. мова і л-ра в школі. — 2014. — № 1. — С. 51-53 : фото.
- Дубрівка Л. Вітаємо лауреата: [про творчість Миколи Яненка: вітання з присудженням премії ім. Лесі Українки] / Л. Дубрівка // Орієнтир 6+1. — 1998. — 26 лют.
- Дубрівка Л. Добрий художник доброго слова: [про творчість Миколи Яненка: вітання з присудженням премії ім. Лесі Українки] / Лесь Дубрівка // Житомирщина. — 1998. — 26 лют.
- Лауреати премії Лесі Українки: [1998 р. Микола Яненко отримав премію за збірку оповідань «Цвітуть в океані квіти»] : // Рідне слово. Українська дитяча література. У 2 кн. : Хрестоматія: навч. посіб. для студентів пед. вищ. закл. освіти 1-2 рівнів акредитації. Кн. 2 / упоряд. З. Д. Варавкіна та ін. — Київ: Либідь, 1999. — С. 542.
- Марковська О. І. Микола Яненко «Дорога до північних оленів» / О. І. Марковська // Література рідного краю: (розробки уроків) / упоряд. К. І. Колесник, А. Г. Стельмах. — Житомир: [Волинь], 2005. — С. 149—151.
- Міненко Л. М. Дивосвіт Миколи Яненка / Л. М. Міненко // Поліський дивосвіт: література рідного краю: Житомирщина: посіб.-хрестоматія в 2-х ч. Ч. І: критичний огляд / за ред. С. О. Пультера. — Житомир: Полісся, 2000. — С. 248—253. — Бібліогр.: с. 253.
- Монастирецький Л. Вірність дитячій темі: письменнику Миколі Яненку — 60 / Л. Монастирецький // Житомирщина. — 2001. — 9 жовт. — С. 6.
- Монастирецький Л. З любов'ю до дітей: [коротка довідка про М. Яненко] / Л. Монастирецький // Яненко М. Цвітуть в океані квіти: оповідання / Микола Яненко ; худож .  Любов Ліберда. — Житомир: Полісся, 1996. — Текст з  обкл.
- Чайковська В. Т. Творці дитячої літератури на Житомирському Поліссі: [коротка довідка про М. Яненко] / В. Т. Чайковська, Н. П. Грибан // Поліський дивосвіт: література рідного краю: Житомирщина: посіб.-хрестоматія в 2-х ч. Ч. І: критичний огляд / за ред. С. О. Пультера. — Житомир: Полісся, 2000. — С. 231—237. — Бібліогр.: с. 237.
- Микола Михайлович Яненко: [про життя та творчість: сучасники про творчість письменника: новели] // Письменники Житомирщини. Кн. 1 / [авт.-упоряд. М. Пасічник, П. Білоус, Л. Монастирецький]. — Житомир: Пасічник М. П., 2010. — С. 288—297. — Бібліогр.: с. 297.
- Микола Яненко: [про життя та творчість] // Веселка: антол. укр. літ. для дітей. в 3 т. Т. 3 : Твори радянського періоду: Проза. — Київ: Веселка, 1985. — С. 654—655.
- Вічний романтик і мандрівник Микола Яненко: до 70-річчя з дня народж. М. М. Яненка: бібліогр. покаж. літ. для організаторів дит. читання / Обл. б-ка для дітей Житомир. обл. ради ; уклад. А. М. Макаревич. — Житомир, 2011. — 20 с. : іл. — («Письменники Житомирщини — дітям». Вип. 5).